# Rejon krasnosielkupski
Rejon krasnosielkupski (ros. Красноселькупский район) – rejon wchodzący w skład położonego w północnej Rosji Jamalsko-Nienieckiego Okręgu Autonomicznego.
Ośrodkiem administracyjnym rejonu jest wieś Krasnosielkup.

## Położenie
Rejon znajduje się jest w Rosji, we wschodniej części Jamalsko-Nienieckiego Okręgu Autonomicznego, wchodzącego w skład obwodu tiumeńskiego. Obszar ten położony jest za kołem polarnym, w północno-zachodniej Azji, na Nizinie Zachodniosyberyjskiej.

## Powierzchnia
Rejon ma powierzchnię 106.270 km² (tj. ponad 1/3 terytorium Polski) i jest 3. co do wielkości rejonem Okręgu Jamalsko-Nienieckiego.
Na obszarze rejonu występują liczne bagna, co związane jest istnieniem na tym terenie wiecznej zmarzliny – zamarzniętej warstwy ziemi grubości kilkuset metrów, nieprzepuszczającej wody, która pozostając na powierzchni tworzy liczne moczary i trzęsawiska.

## Roślinność
Zdecydowaną część powierzchni regionu stanowi tundra i lasotundra, od południa przechodząca w tajgę. Poza tym na terenie jednostki administracyjnej występują tylko zbiorniki wodne i pustkowia.
Roślinność rejonu jest uboga, występują różne gatunki turzyc, mchów, wrzosów i porostów oraz drobne rośliny kwiatowe. Na obszarach tundrowych brak jest drzew, jedynie sporadycznie występują płożące gatunki wierzby, natomiast tam gdzie tundra ustępuje miejsca tajdze oprócz już wymienionych roślin, rosną także drzewa - początkowo pojedyncze i rozproszone, a w miarę posuwania się na południe coraz gęściej występujące: sosny, jodły, modrzewie i brzozy.
Znajduje się tu Rezerwat przyrody „Wierchnie-Tazowskij”.

## Klimat
Z racji położenia w północnej części Syberii rejon posiada bardzo surowy, subpolarny klimat, jedynie w części południowej występuje skrajnie kontynentalna odmiana klimatu umiarkowanego chłodnego. Okres bez przymrozków wynosi ok. 70–90 dni, zaś zimą pokrywa śniegowa grubości 60–80 cm zalega od października do maja.

## Ludność
Bardzo surowy klimat powoduje, iż zaludnienie jest tutaj jednym z najniższych na świecie. Obszar ten zamieszkuje zaledwie 6.264 osób(2005 r.); jest to najmniej ludny rejon okręgu. Gęstość zaludnienia wynosi 0,059 os./km.² (najniższa w całym Okręgu).
W rejonie na tak rozległym terytorium znajdują się jedynie 3 wsi a także pewna liczba sezonowych obozowisk koczowników, jako że część autochtonicznej populacji wiedzie tradycyjny tryb życia, wędrując za stadami reniferów.
Do niedawna na obszarze rejonu było 5 zamieszkanych wsi, ale dwie z nich zostały opuszczone przez mieszkańców, którzy przenieśli się do większych ośrodków osadniczych, lub przeszli do koczowniczego trybu życia, jaki praktykowała tutejsza ludność do czasu, gry władze Związku Radzieckiego zmusiły ją do przejścia do życia osiadłego.
Ludność stanowią rdzenni mieszkańcy tej części Syberii – Selkupowie i Nieńcy, oraz pewna liczba osadników europejskich, głównie Rosjan.

## Gospodarka
Podstawą bytu większości ludności jest hodowla reniferów, myślistwo, rybołówstwo i zbieractwo.